# Wildgehege Herborn
Koordinaten: 50° 41′ 5,5″ N, 8° 17′ 27,1″ O
Das Wildgehege Herborn ist ein knapp 23 Hektar großer Wildpark in Herborn (Lahn-Dill-Kreis). Er wurde 1965 gegründet und befindet sich im Besitz der Stadt Herborn.

## Tierarten
In den Gehegen stehen rund 70 Tiere, darunter Ziegen, Esel, Skudden, Muffelwild, Damwild, Rotwild und Lamas. Auch verschiedene Wasservögel sind hier heimisch.

## Förderverein
Am 7. November 2017 wurde der Förderverein Wildgehege Herborn mit circa 40 Mitgliedern gegründet, der sich seitdem in Zusammenarbeit mit der Stadt um die Instandhaltung sowie Weiterentwicklung des Wildgeheges kümmert. Im Frühjahr 2018 bestand der Verein aus knapp 90 aktiven und fördernden Mitgliedern.

## Besonderheiten
Neben dem Aussichtsturm Dillblick hat das Wildgehege Herborn einen Kletterwald, Klettergerüste, Wippen, Schaukeln und weitere Spielgeräte sowie einen Matschplatz für Kinder und einen Natur- und Bienenlehrpfad, der in den Sommermonaten einen Bienenschaukasten bietet. Das Wildgehege Herborn ist frei zugänglich, aufgrund von Verstärkungsmassnahmen an der Talbrücke Kallenbach der Bundesautobahn A45 jedoch zeitweise nur eingeschränkt betretbar. Diese Bauarbeiten werden voraussichtlich bis Ende 2021 andauern, ein Ersatzneubau der Brücke befindet sich in Planung. Eine Verlegung des gesamten Parks an eine andere Stelle wird geprüft.